# Dušan Marković
Dušan „Srbenda” Marković (szerbül: Душан Mapкoвић; Kereked, Osztrák–Magyar Monarchia, 1906. március 9. – Újvidék, Jugoszlávia, 1974. november 29.) szerb labdarúgócsatár, edző.
A Jugoszláv királyság válogatottjának tagjaként részt vett az 1930-as világbajnokságon.